# Пригожий, Яков Фёдорович
Яков Фёдорович Пригожий (1840—1920, Москва) — русский пианист, дирижёр, композитор и аранжировщик-аккомпаниатор. Руководитель русских и цыганских хоров, автор более 300 романсов, песен, вальсов. Брат артиста оперетты и композитора Адольфа Пригожего.

## Биография
С 1875 года проживал в Москве. В 1870-х — начале 1880-х годах руководил рядом цыганских и русских хоров, для которых создал множество обработок популярных романсов и городских песен и романсов.
Мелодии Пригожего в ряде случаев представляли собой плагиат произведений зарубежных композиторов. В частности, романс «Что это сердце» буквально повторяет фрагмент вальса Э. Вальдтейфеля «Золотая юность»; у него же Пригожий заимствовал и другие мелодии, например, романс «Милая».
На 1880-е — 1890-е годы приходится расцвет деятельности Якова Пригожего. В этот период он ездил с концертами по России вместе с певцами Николаем Северским и Семёном Садовниковым, а также гармонистом Петром Невским.
Многие из его романсов и песен включали в свой репертуар Варвара Панина, Анастасия Вяльцева, Надежда Плевицкая и другие известные артисты.
Умер в 1920 году предположительно в Москве. В дальнейшем имя Якова Пригожего было забыто, а многие сочинённые им песни стали считаться народными.

## Произведения
Автор более 210 музыкальных произведений и обработок народных песен; в том числе:
- «Возле леса у реки» (Яков Пригожий);
- «Во сне, иль наяву» (С. А. Алякринский)
- «В тени горных скал»
- «Где ты, милая» (С. А. Алякринский)
- «Желанный час» (С. А. Алякринский)
- «Когда поёшь „За миг свиданья“» (С. А. Алякринский)
- «Когда я на почте служил ямщиком» (Леонид Трефолев);
- «Коробейники» (Николай Некрасов);
- «Матренка» (С. А. Алякринский)
- «Маруся отравилась» (Н. Ларин);
- «Милая» (А. Федотов);
- «Мой костёр в тумане светит» (Яков Полонский)
- «Не для меня придёт весна» (И. Молчанов);
- «Ночи бессонные» (А. А. Протопопова);
- «Окрасился месяц багрянцем» (Шамиссо, пер. Дмитрий Минаев)
- «Пара гнедых» (Алексей Апухтин), совместно с Сергеем Данауровым
- «Плыва, моя ладья» (С. А. Алякринский)
- «Сирени запах, трели соловья» (А. Ф. Петров);
- «Ты не плачь, не губи!» (С. А. Алякринский)
- «Умер бедняга в больнице» (Константин Романов);
- «Ухарь-купец» (Иван Никитин);
- «Что за хор певал у Яра» (Яков Пригожий);
- «Что ты жадно глядишь на дорогу» (Николай Некрасов);
- «Что это сердце» [7](Яков Пригожий);
- «Я люблю вас так безумно» (Юлия Адамович);
- «Я помню вечер» (Яков Пригожий).